# قائمة أطول الكهوف في الولايات المتحدة

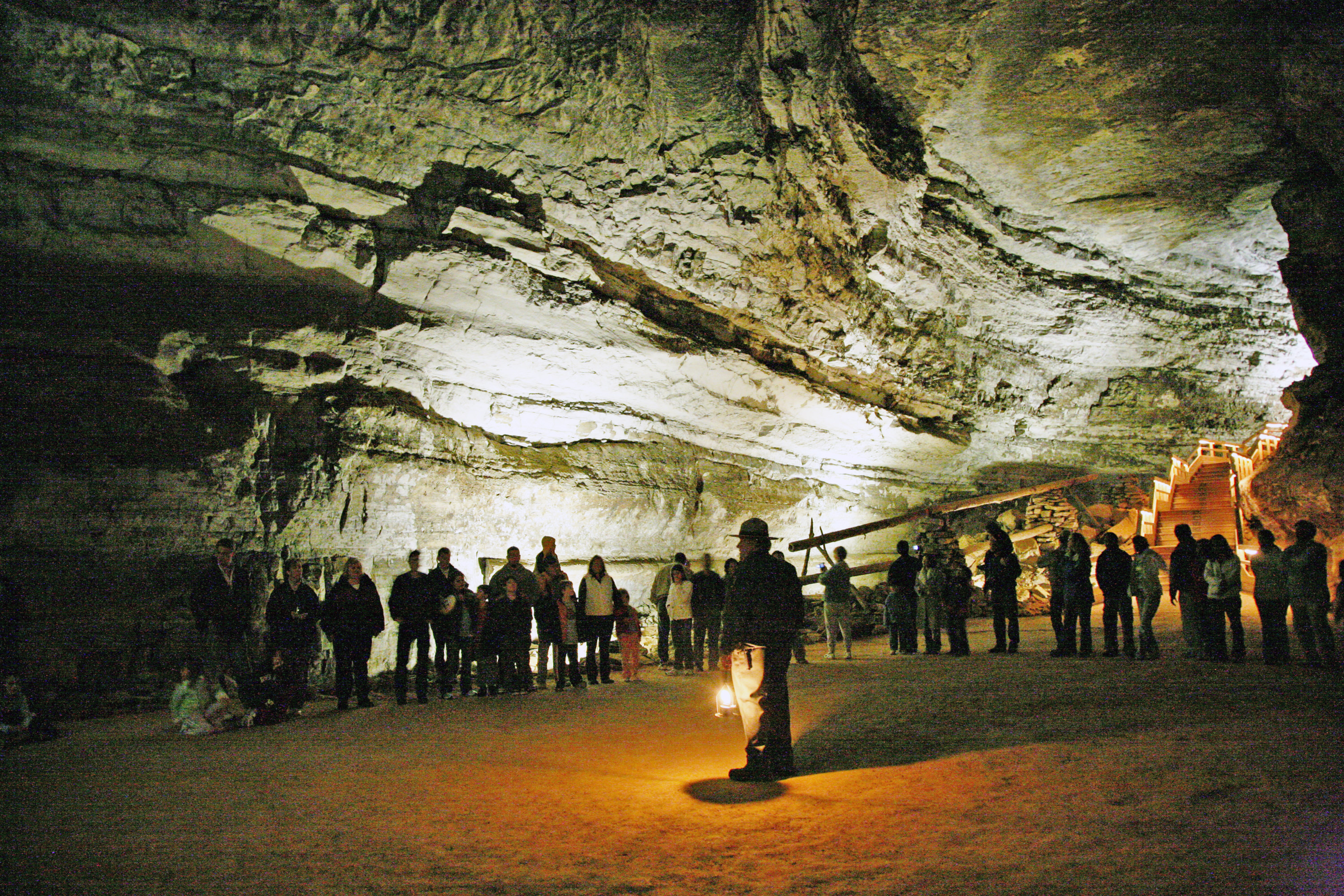
كهف الماموث، أطول الكهف المكتشفة في الولايات المتحدة.

فيما يلي قائمة بأطول الكهوف في الولايات المتحدة لكل طول الممرات الموثقة. لا يزال يتعين اكتشاف العديد من الممرات؛ تعتمد هذه القائمة على أحدث بيانات يمكن التحقق منها.

## القائمة
|    | الاسم                       | الطول    | الموقع                                  | متنزهات المرتبطة، المناطق المحمية                                                        |
| -- | --------------------------- | -------- | --------------------------------------- | ---------------------------------------------------------------------------------------- |
| 1  | كهف الماموث                 | 675,9 كم | بالقرب من براونزفيل                     | كهف الماموث، أيضًا هو موقع تراث عالمي ومحيط حيوي دولي، إضافة إلى كونه أطول كهف في العالم. |
| 2  | كهف جويل التذكاري الوطني    | 335,5 كم | بالقرب من كستر                          | كهف جويل التذكاري الوطني                                                                 |
| 3  | حديقة كهف الرياح الوطنية    | 248,1 كم | بالقرب من هت سبرينغز                    | حديقة كهف الرياح الوطنية                                                                 |
| 4  | كهف ليتشوجويلا              | 242,0 كم | بالقرب من كارلسباد                      | حديقة كهوف كارلسباد الوطنية                                                              |
| 5  | Fisher Ridge Cave System    | 209,2 كم | بالقرب من براونزفيل                     | جزئيًّا داخل كهف الماموث                                                                   |
| 7  | Friars Hole Cave System     | 77,8 كم  | بالقرب من Renicks Valley, West Virginia |                                                                                          |
| 8  | Binkley's Cave System       | 77,4 كم  | بالقرب من كورايدون                      |                                                                                          |
| 9  | Hellhole                    | 72,4 كم  | Germany Valley، فيرجينيا الغربية        |                                                                                          |
| 10 | Fort Stanton Cave           | 68,2 كم  | بالقرب من مقاطعة لينكون                 | Fort Stanton–Snowy River Cave National Conservation Area                                 |
| 11 | Kazumura Cave               | 65,5 كم  | Pahoa, Hawaii                           |                                                                                          |
| 12 | Double Bopper Cave          | 65,3 كم  | مقاطعة كوكونينو                         | متنزه غراند كانيون الوطني                                                                |
| 14 | Blue Spring Cave            | 64,4 كم  | بالقرب من سبارتا                        |                                                                                          |
| 15 | حديقة كهوف كارلسباد الوطنية | 63,5 كم  | كارلسباد                                | حديقة كهوف كارلسباد الوطنية                                                              |
| 16 | كهف أورغان                  | 61,9 كم  | مقاطعة غرينبريه                         |                                                                                          |